# 마타리아과
마타리아과(---亞科, 학명: Valerianoideae 발레리아노이데아이[*])는 인동과의 아과이다. 과거에는 마타리과(Valerianaceae)로 분류하기도 했다.
주로 북반구의 온대를 중심으로 분포하고 있으며, 남아메리카나 아프리카에도 자라고 있지만 오스트레일리아에는 없다. 세계적으로 13속의 360여 종이 알려져 있는데, 한국에는 쥐오줌풀속과 마타리속의 2속 10여 종이 분포하고 있다.
대부분 초본이지만, 종에 따라서는 관목이 되는 것도 있다. 뿌리줄기에는 독특한 냄새를 가진 것이 많고, 잎은 마주나거나 또는 돌려나며 턱잎은 없다. 꽃은 양성화 또는 단성화로 보통 취산꽃차례를 이루면서 달리는데, 꽃부리는 통 모양을 하고 있으며 그 밑부분에는 종종 꿀주머니가 있다. 수술은 대부분 4개인데, 꽃통에 붙어 있다. 씨방은 하위로 3개의 방으로 나뉘어 있으며, 각각의 방에는 1개씩의 밑씨가 있는데 열매를 맺는 것은 1개뿐이다. 열매는 견과로 벌어지지 않는다.

## 하위 분류
- 마타리속(Patrinia Juss.)
- 상치아재비속(Valerianella Mill.)
- 쥐오줌풀속(Valeriana L.)
- Centranthus Lam. ex DC.
- Fedia Gaertn.
- 감송속(Nardostachys DC.)
- Plectritis DC.
- Pseudobetckea (Höck) Lincz.